# Чемпіонат Європи з боксу 1973
XX чемпіона́т Євро́пи з бо́ксу проходив у Белграді (Югославія) з 1 по 9 червня 1973 року. У змаганнях, організованих Європейською асоціацією любительського боксу (ЄАЛБ, англ. EABA), взяли участь 148 спортсменів з 22 країн.

## Особистий залік
| Вагова категорія               | Золото                     | Срібло                    | Бронза                                              |
| ------------------------------ | -------------------------- | ------------------------- | --------------------------------------------------- |
| Мінімальна вага (до 48 кг)     | Владислав Засипко СРСР     | Бейхан Фучеджиєв Болгарія | Енріке Родрігес Іспанія Джон Бембрік Шотландія      |
| Найлегша вага (до 51 кг)       | Константін Груеску Румунія | Вінсент Родрігес Іспанія  | Герд Шуберт ФРН Микола Лодін СРСР                   |
| Легша вага (до 54 кг)          | Альдо Косентіно Франція    | Мирча Тоне Румунія        | Кшиштоф Мадей Польща Дімітр Мілєв Болгарія          |
| Напівлегка вага (до 57 кг)     | Штефан Фьорстер НДР        | Зоран Йованович Югославія | Хейккі Віландер Фінляндія Габріел Пометку Румунія   |
| Легка вага (до 60 кг)          | Симіон Куцов Румунія       | Ришард Томчик Польща      | Вольфганг Шот ФРН Гюнтер Радовскій НДР              |
| Напівсередня вага (до 63,5 кг) | Маріан Бенеш Югославія     | Анатолій Камнєв СРСР      | Ласло Юхас Угорщина Ульріх Бейєр НДР                |
| Перша середня вага (до 67 кг)  | Шандор Чеф Угорщина        | Манфред Вайднер НДР       | Живорад Єлісиєвич Югославія Владімір Колєв Болгарія |
| Середня вага (до 71 кг)        | Анатолій Кліманов СРСР     | Веслав Рудковський Польща | Санду Тіріла Румунія Петер Тіпольд НДР              |
| Друга середня вага (до 75 кг)  | В'ячеслав Лемешев СРСР     | Алек Нестак Румунія       | П'єр Гомес Франція Вітольд Стахурський Польща       |
| Напівважка вага (до 81 кг)     | Мате Парлов Югославія      | Януш Гортат Польща        | Ян Франс Ферстаппен Нідерланди Олег Коротаєв СРСР   |
| Важка вага (понад 81 кг)       | Віктор Ульянич СРСР        | Петер Гуссінг ФРН         | Атанас Суванджиєв Болгарія Іон Алексе Румунія       |

## Командний залік
Господар змагань (Югославія)
| Місце | Країна     | Золото | Срібло | Бронза | Загалом |
| ----- | ---------- | ------ | ------ | ------ | ------- |
| 1     | СРСР       | 4      | 1      | 2      | 7       |
| 2     | Румунія    | 2      | 2      | 3      | 7       |
| 3     | СФРЮ       | 2      | 1      | 1      | 4       |
| 4     | НДР        | 1      | 1      | 3      | 5       |
| =5    | Франція    | 1      | 0      | 1      | 2       |
| =5    | Угорщина   | 1      | 0      | 1      | 2       |
| 7     | Польща     | 0      | 3      | 2      | 5       |
| 8     | Болгарія   | 0      | 1      | 3      | 4       |
| 9     | ФРН        | 0      | 1      | 2      | 3       |
| 10    | Іспанія    | 0      | 1      | 1      | 2       |
| =11   | Фінляндія  | 0      | 0      | 1      | 1       |
| =11   | Нідерланди | 0      | 0      | 1      | 1       |
| =11   | Шотландія  | 0      | 0      | 1      | 1       |
| Разом | Разом      | 11     | 11     | 22     | 44      |